# Coubon
Coubon est une commune française située dans le département de la Haute-Loire en région Auvergne-Rhône-Alpes.

## Géographie

### Localisation
La commune de Coubon se trouve dans le département de la Haute-Loire, en région Auvergne-Rhône-Alpes. Coubon se situe sur le 45e parallèle nord c'est-à-dire exactement entre l'équateur et le pôle nord.
Elle se situe à 8 km par la route du Puy-en-Velay, préfecture du département.
Les communes les plus proches sont : 
Arsac-en-Velay (2,1 km), Cussac-sur-Loire (2,8 km), Solignac-sur-Loire (4,0 km), Chadron (4,2 km), Vals-près-le-Puy (4,9 km), Brives-Charensac (5,6 km), Le Puy-en-Velay (5,8 km), Saint-Germain-Laprade (6,1 km).
| Le Puy-en-Velay  | Brives-Charensac | Saint-Germain-Laprade |
|                  | Coubon           |                       |
| Cussac-sur-Loire | Chadron          | Arsac-en-Velay        |

### Hydrographie
La commune est traversée par la Loire, par la Laussonne affluent de la Loire

### Climat
Pour des articles plus généraux, voir Climat d'Auvergne-Rhône-Alpes et Climat de la Haute-Loire.
En 2010, le climat de la commune est de type climat des marges montargnardes, selon une étude du Centre national de la recherche scientifique s'appuyant sur une série de données couvrant la période 1971-2000. En 2020, Météo-France publie une typologie des climats de la France métropolitaine dans laquelle la commune est exposée à un climat de montagne ou de marges de montagne et est dans la région climatique Sud-est du Massif Central, caractérisée par une pluviométrie annuelle de 1 000 à 1 500 mm, minimale en été, maximale en automne.
Pour la période 1971-2000, la température annuelle moyenne est de 9,9 °C, avec une amplitude thermique annuelle de 16,3 °C. Le cumul annuel moyen de précipitations est de 804 mm, avec 7,8 jours de précipitations en janvier et 6,6 jours en juillet. Pour la période 1991-2020, la température moyenne annuelle observée sur la station météorologique de Météo-France la plus proche, « Solignac-sur-Loire », sur la commune de Solignac-sur-Loire à 4 km à vol d'oiseau, est de 9,3 °C et le cumul annuel moyen de précipitations est de 759,7 mm,. Pour l'avenir, les paramètres climatiques de la commune estimés pour 2050 selon différents scénarios d'émission de gaz à effet de serre sont consultables sur un site dédié publié par Météo-France en novembre 2022.
| Mois                                  | jan.           | fév.           | mars          | avril         | mai             | juin            | jui.          | août          | sep.            | oct.          | nov.             | déc.           | année     |
| ------------------------------------- | -------------- | -------------- | ------------- | ------------- | --------------- | --------------- | ------------- | ------------- | --------------- | ------------- | ---------------- | -------------- | --------- |
| Température minimale moyenne (°C)     | −2             | −2             | 0,2           | 2,5           | 6,1             | 9,6             | 11,3          | 11,1          | 8               | 5,6           | 1,5              | −1,2           | 4,2       |
| Température moyenne (°C)              | 1,5            | 2,1            | 5,3           | 8             | 12              | 15,9            | 18,1          | 17,9          | 13,9            | 10,2          | 5,1              | 2,2            | 9,3       |
| Température maximale moyenne (°C)     | 5              | 6,3            | 10,5          | 13,6          | 17,8            | 22,1            | 24,9          | 24,7          | 19,8            | 14,8          | 8,8              | 5,7            | 14,5      |
| Record de froid (°C) date du record   | −15,5 27.01.07 | −20,4 05.02.12 | −21 01.03.05  | −8,5 08.04.03 | −4,3 15.05.1995 | −0,8 06.06.1989 | 2,4 17.07.00  | 1 30.08.1998  | −1,5 30.09.1995 | −8,5 26.10.03 | −12,8 23.11.1998 | −17,3 15.12.01 | −21 2005  |
| Record de chaleur (°C) date du record | 19 27.01.16    | 20,3 27.02.19  | 24,2 17.03.04 | 26 24.04.07   | 33 22.05.22     | 38,2 27.06.19   | 38,3 07.07.15 | 37,8 04.08.22 | 31,5 05.09.23   | 28,1 09.10.23 | 24,7 02.11.20    | 19,3 31.12.21  | 38,3 2015 |
| Précipitations (mm)                   | 45             | 32,3           | 36,7          | 64,2          | 89,6            | 79,4            | 61,2          | 74,3          | 74              | 79,1          | 78,9             | 45             | 759,7     |

## Urbanisme

### Typologie
Au 1er janvier 2024, Coubon est catégorisée ceinture urbaine, selon la nouvelle grille communale de densité à sept niveaux définie par l'Insee en 2022.
Elle appartient à l'unité urbaine du Puy-en-Velay, une agglomération intra-départementale regroupant neuf  communes, dont elle est une commune de la banlieue,,. Par ailleurs la commune fait partie de l'aire d'attraction du Puy-en-Velay, dont elle est une commune de la couronne,. Cette aire, qui regroupe 59 communes, est catégorisée dans les aires de 50 000 à moins de 200 000 habitants,.

### Occupation des sols
L'occupation des sols de la commune, telle qu'elle ressort de la base de données européenne d’occupation biophysique des sols Corine Land Cover (CLC), est marquée par l'importance des territoires agricoles (55,9 % en 2018), en diminution par rapport à 1990 (58,9 %). La répartition détaillée en 2018 est la suivante : 
prairies (36 %), forêts (31,6 %), zones agricoles hétérogènes (19,9 %), zones urbanisées (12,4 %), zones industrielles ou commerciales et réseaux de communication (0,1 %). L'évolution de l’occupation des sols de la commune et de ses infrastructures peut être observée sur les différentes représentations cartographiques du territoire : la carte de Cassini (XVIIIe siècle), la carte d'état-major (1820-1866) et les cartes ou photos aériennes de l'IGN pour la période actuelle (1950 à aujourd'hui).

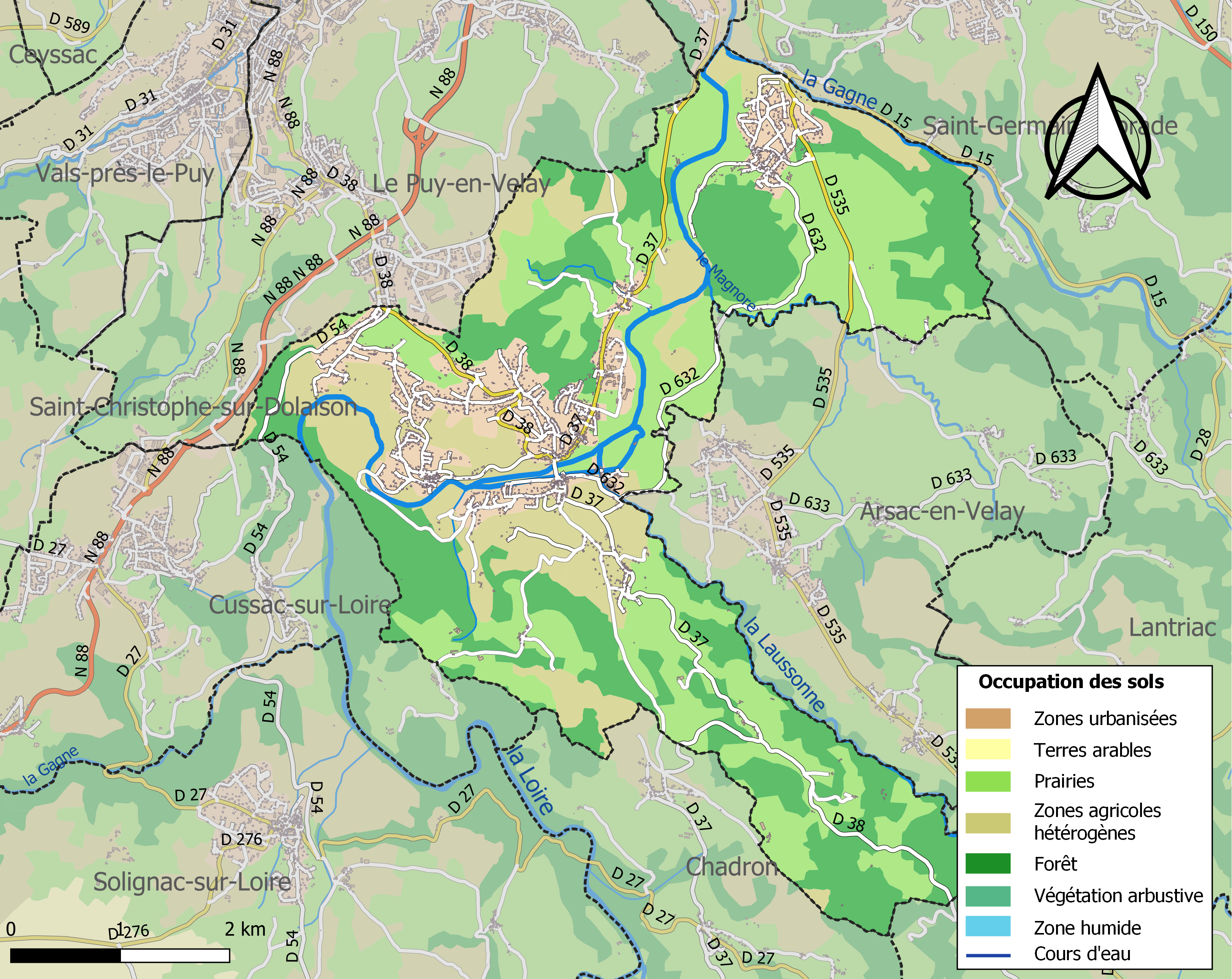
Carte des infrastructures et de l'occupation des sols de la commune en 2018 (CLC).
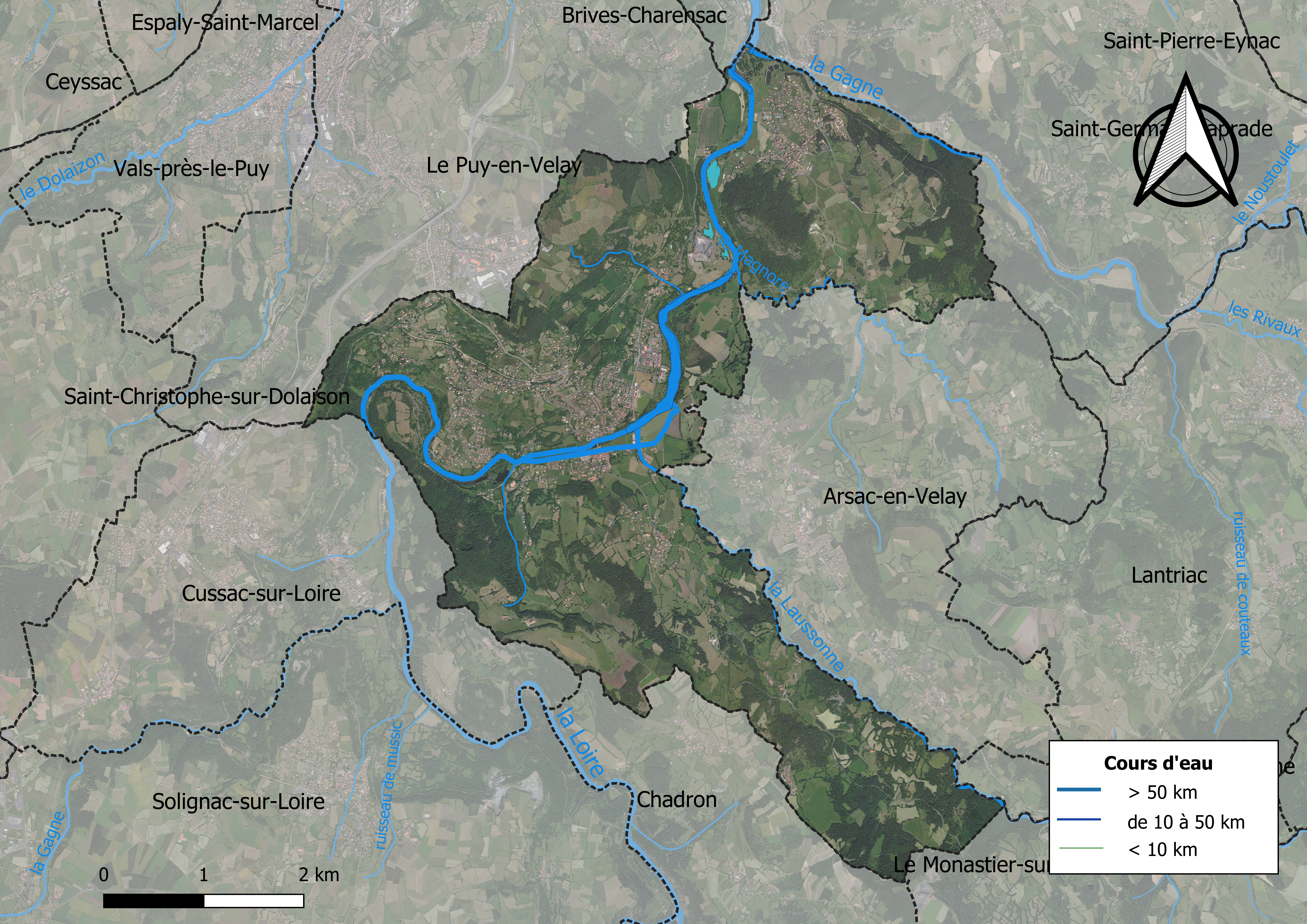
Carte orthophotographique de la commune.

### Habitat et logement
En 2018, le nombre total de logements dans la commune était de 1 544, alors qu'il était de 1 467 en 2013 et de 1 342 en 2008.
Parmi ces logements, 88,5 % étaient des résidences principales, 4,6 % des résidences secondaires et 6,9 % des logements vacants. Ces logements étaient pour 91,3 % d'entre eux des maisons individuelles et pour 8,3 % des appartements.
Le tableau ci-dessous présente la typologie des logements à Coubon en 2018 en comparaison avec celle de la Haute-Loire et de la France entière. Une caractéristique marquante du parc de logements est ainsi une proportion de résidences secondaires et logements occasionnels (4,6 %) inférieure à celle du département (16,1 %) mais supérieure à celle de la France entière (9,7 %). Concernant le statut d'occupation de ces logements, 81,9 % des habitants de la commune sont propriétaires de leur logement (81,8 % en 2013), contre 70 % pour la Haute-Loire et 57,5 pour la France entière.
| Typologie                                               | Coubon | Haute-Loire | France entière |
| ------------------------------------------------------- | ------ | ----------- | -------------- |
| Résidences principales (en %)                           | 88,5   | 71,5        | 82,1           |
| Résidences secondaires et logements occasionnels (en %) | 4,6    | 16,1        | 9,7            |
| Logements vacants (en %)                                | 6,9    | 12,4        | 8,2            |

## Toponymie
Les formes anciennes sont : Ecclesia S. Georgii de Cobone super ripam Ligeris vers 1095, Eccl. de Cubono en 1179, Cobo vers 1187, Ecclesia de Cobeno vers 1343, Cobon en 1534.
Le toponyme Coubon vient du nom latin d'homme *Cupus, dérivé de Cupius, avec le suffixe -onem,.

## Histoire
Coubon sera durant le Moyen Âge une étape stratégique car c'est ici que la Loire était franchie pour rejoindre la ville d'Avignon un itinéraire qui était déjà fréquenté par des légions romaines. Après son intégration au Royaume de France, en 1229, par un traité entre Saint Louis et le Comte de Toulouse, le Velay, province dans laquelle se situe Coubon, est rattaché à la province du Languedoc.
Après la révolution française, le territoire fut redécoupé. Ainsi, le département de la Haute-Loire verra le jour. La commune de Coubon serait née en 1790 en même temps que les départements. On ne connait l’existence précise de la commune de Coubon ainsi que des autres communes de Haute-Loire qu'à partir de 1802. À cette époque, la commune était constituée d'une partie du territoire de Solignac (au sud de Coubon), de Taulhac (au nord), d'Ours et de Mons (aussi au nord au-delà de Taulhac), ainsi que la totalité des territoires de Bouzols (à l'est dans l'actuelle commune de Arsac-en-Velay), Latour, Volhac et Charentus qui font toujours partie de la commune. Elle comptait un peu plus de 2 200 habitants et était l'une des plus grandes communes de Haute-Loire.
À l'orée du XXe siècle, avec le développement industriel apparaissent les chemins de fer, qui ont pour but de désenclaver la région. En 1881 il fut décidé de créer la ligne entre Le Puy-en-Velay et Langogne. Il aura fallu de nombreux ouvriers ce qui eut une grande influence sur la vie économique et sociale pendant environ 30 ans. Cette voie unique de 53 km destinée à irriguer le quart sud-est de la Haute-Loire a été ouverte le 1er juillet 1912. Cette ligne passait dans la ville de Coubon et le train circulait sur les hauteurs du village situé à 100 mètres en contrebas. Mais du fait de difficultés d'exploitation dues au climat de la région (neige, congères pouvant atteindre 7 mètres) et de la concurrence de la voiture, le trafic de voyageur prit fin en 1946, et fermera définitivement en 1981. Le démantèlement des rails se fera en 1995. Aujourd'hui, l’ancienne voie ferrée est devenue une voie verte pour les promenades reliant Brives-Charensac à Solignac-sur-Loire. La gare de Coubon accueille désormais des logements ainsi qu'une salle de sport.
En 1908 est construite la société des fileries de la Darne, fondée par M. Vacher, un industriel de la dentellerie du Puy, afin de concurrencer le fil de lin belge nécessaire à la dentelle. Les matériaux de construction restent locaux (brique, basalte et arkose) mais l’utilisation du béton armé et une toiture en « shed » (dent de scie) en font une construction novatrice à cette époque. La cheminée mesure 42 mètres de hauteur. Cette usine impliquera la construction du pont sur la Laussonne, d’un barrage sur la Loire avec chute d’eau et d’une usine électrique à Charentus.
En juin 1926, l'actuelle commune d'Arsac-en-Velay, qui jusqu'alors faisait partie de la commune de Coubon, deviendra indépendante, à la demande de ses habitants.
En 1980, a eu lieu la grande crue de la Loire, qui a causé huit morts et a marqué les consciences du village.
Lors de la dernière fouille archéologique ayant eu lieu durant le mois de juillet 2010 à l'occasion de la réfection de la route de la Darne, des ossements humains non identifiés ont été retrouvés sous l'ancienne chaussée.
Aujourd'hui, Coubon n'a jamais eu autant d'habitants depuis sa création.

## Politique et administration

### Découpage territorial
La commune de Coubon est membre de la communauté d'agglomération du Puy-en-Velay, un établissement public de coopération intercommunale (EPCI) à fiscalité propre créé le 26 décembre 2016 dont le siège est à Le Puy-en-Velay. Ce dernier est par ailleurs membre d'autres groupements intercommunaux.
Sur le plan administratif, elle est rattachée à l'arrondissement du Puy-en-Velay, au département de la Haute-Loire, en tant que circonscription administrative de l'État, et à la région Auvergne-Rhône-Alpes.
Sur le plan électoral, elle dépend du canton du Puy-en-Velay-4 pour l'élection des conseillers départementaux, depuis le redécoupage cantonal de 2014 entré en vigueur en 2015, et de la première circonscription de la Haute-Loire   pour les élections législatives, depuis le redécoupage électoral de 1986.

### Liste des maires
| Période                                  | Période   | Identité             | Étiquette        | Qualité                                                             |
| ---------------------------------------- | --------- | -------------------- | ---------------- | ------------------------------------------------------------------- |
| Les données manquantes sont à compléter. |           |                      |                  |                                                                     |
| mars 1965                                | mars 1977 | Geneviève Pubellier  | CDP puis UDF-CDS | Conseillère générale (1971-1994) Vice-présidente du conseil général |
| mars 1977                                | juin 1995 | Claude Salgues       | PS               | Professeur d'éducation physique et sportive                         |
| juin 1995                                | mars 2001 | Pierre Solvignon     |                  | Agriculteur                                                         |
| mars 2001                                | mars 2008 | Christian Vernay     | DVG              | Technicien supérieur à la DDT                                       |
| mars 2008                                | mai 2020  | Adrien Défix         | DVD              | Retraité                                                            |
| mai 2020                                 | En cours  | Christelle Valantin, | DVD              | Conseillère départementale (canton du Puy-en-Velay-4)               |

## Population et société

### Démographie

#### Évolution démographique
L'évolution du nombre d'habitants est connue à travers les recensements de la population effectués dans la commune depuis 1793. Pour les communes de moins de 10 000 habitants, une enquête de recensement portant sur toute la population est réalisée tous les cinq ans, les populations de référence des années intermédiaires étant quant à elles estimées par interpolation ou extrapolation. Pour la commune, le premier recensement exhaustif entrant dans le cadre du nouveau dispositif a été réalisé en 2006.

En 2022, la commune comptait 3 137 habitants, en évolution de −1,57 % par rapport à 2016 (Haute-Loire : +0,36 %, France hors Mayotte : +2,11 %).
| 1793  | 1800  | 1806  | 1821  | 1831  | 1836  | 1841  | 1846  | 1851  |
| ----- | ----- | ----- | ----- | ----- | ----- | ----- | ----- | ----- |
| 2 254 | 2 140 | 2 211 | 2 280 | 2 181 | 2 342 | 2 513 | 2 400 | 2 310 |

| 1856  | 1861  | 1866  | 1872  | 1876  | 1881  | 1886  | 1891  | 1896  |
| ----- | ----- | ----- | ----- | ----- | ----- | ----- | ----- | ----- |
| 2 342 | 2 536 | 2 466 | 2 477 | 2 523 | 2 615 | 2 674 | 2 530 | 2 489 |

| 1901  | 1906  | 1911  | 1921  | 1926  | 1931  | 1936  | 1946  | 1954  |
| ----- | ----- | ----- | ----- | ----- | ----- | ----- | ----- | ----- |
| 2 452 | 2 665 | 2 620 | 2 531 | 2 247 | 1 304 | 1 131 | 1 075 | 1 020 |

| 1962  | 1968  | 1975  | 1982  | 1990  | 1999  | 2006  | 2011  | 2016  |
| ----- | ----- | ----- | ----- | ----- | ----- | ----- | ----- | ----- |
| 1 076 | 1 115 | 1 486 | 2 047 | 2 562 | 2 708 | 3 035 | 3 071 | 3 187 |

| 2021  | 2022  | - | - | - | - | - | - | - |
| ----- | ----- | - | - | - | - | - | - | - |
| 3 177 | 3 137 | - | - | - | - | - | - | - |

#### Pyramide des âges
En 2018, le taux de personnes d'un âge inférieur à 30 ans s'élève à 30,2 %, soit en dessous de la moyenne départementale (31 %). À l'inverse, le taux de personnes d'âge supérieur à 60 ans est de 29,4 % la même année, alors qu'il est de 31,1 % au niveau départemental.
En 2018, la commune comptait 1 555 hommes pour 1 693 femmes, soit un taux de 52,12 % de femmes, légèrement supérieur au taux départemental (50,87 %).
Les pyramides des âges de la commune et du département s'établissent comme suit.
| Hommes | Classe d’âge | Femmes |
| ------ | ------------ | ------ |
| 0,5    | 90 ou +      | 2,0    |
| 7,2    | 75-89 ans    | 8,9    |
| 19,6   | 60-74 ans    | 20,3   |
| 24,9   | 45-59 ans    | 21,9   |
| 17,0   | 30-44 ans    | 17,3   |
| 12,1   | 15-29 ans    | 12,6   |
| 18,6   | 0-14 ans     | 17,0   |

| Hommes | Classe d’âge | Femmes |
| ------ | ------------ | ------ |
| 0,9    | 90 ou +      | 2,5    |
| 8,4    | 75-89 ans    | 11,7   |
| 20,4   | 60-74 ans    | 20,5   |
| 21,3   | 45-59 ans    | 20,3   |
| 16,8   | 30-44 ans    | 16,3   |
| 15,2   | 15-29 ans    | 13,2   |
| 17     | 0-14 ans     | 15,6   |

## Économie

### Revenus
En 2018, la commune compte 1 335 ménages fiscaux, regroupant 3 191 personnes. La médiane du revenu disponible par unité de consommation est de 22 700 € (20 800 € dans le département). 55 % des ménages fiscaux sont imposés (42,8 % dans le département).

### Emploi
| Division       | 2008  | 2013  | 2018  |
| -------------- | ----- | ----- | ----- |
| Commune        | 4,4 % | 5 %   | 5,5 % |
| Département    | 6,3 % | 7,7 % | 7,7 % |
| France entière | 8,3 % | 10 %  | 10 %  |

En 2018, la population âgée de 15 à 64 ans s'élève à 1 964 personnes, parmi lesquelles on compte 75,7 % d'actifs (70,2 % ayant un emploi et 5,5 % de chômeurs) et 24,3 % d'inactifs,. Depuis 2008, le taux de chômage communal (au sens du recensement) des 15-64 ans est inférieur à celui de la France et du département.
La commune fait partie de la couronne de l'aire d'attraction du Puy-en-Velay, du fait qu'au moins 15 % des actifs travaillent dans le pôle,. Elle compte 487 emplois en 2018, contre 401 en 2013 et 446 en 2008. Le nombre d'actifs ayant un emploi résidant dans la commune est de 1 394, soit un indicateur de concentration d'emploi de 35 % et un taux d'activité parmi les 15 ans ou plus de 56,2 %.
Sur ces 1 394 actifs de 15 ans ou plus ayant un emploi, 234 travaillent dans la commune, soit 17 % des habitants. Pour se rendre au travail, 93,6 % des habitants utilisent un véhicule personnel ou de fonction à quatre roues, 1,3 % les transports en commun, 2,5 % s'y rendent en deux-roues, à vélo ou à pied et 2,7 % n'ont pas besoin de transport (travail au domicile).

## Culture locale et patrimoine

### Lieux et monuments
- le château de Volhac. Il date des XIIe, XVIe, XVIIe et XIXe siècles.
- l'église Saint-Georges de Coubon : dépendance depuis 1090 de l’abbaye Saint-Chaffre du Monastier-sur-Gazeille; elle a été agrandie en 1834. De l’édifice primitif qui abritait la chapelle Sainte-Catherine fondée vers 1340 par Guillaume Dalmas de Poinsac, seule subsiste la façade de style roman. Il est inscrit à l’inventaire supplémentaire des monuments historiques en 2019[29].
- le château de Causans, inscrit au titre des monuments historiques par arrêté du 13 septembre 2019[30]. Le château est construit en 1887 par Jean-Bélisaire Moreau, un architecte du Bourbonnais, il est le seul château de Haute-Loire construit par cet architecte.
- le château de Gendriac, inscrit au titre des monuments historiques par arrêté du 29 décembre 2004[31].
- le château de Poinsac (XIIIe siècle), classé au titre des monuments historiques par arrêté du 6 avril 1987[32].
- le château de la Tour-Daniel : son nom vient de « Turris Neillis » ou Tour Noire, allusion au basalte noir dont les blocs ont servi à la construction du donjon qui date du XIVe siècle, classé au titre des monuments historiques par arrêté du 8 juin 1989[33].
- l'usine de la Darne : témoin de l'activité industrielle au cours du XIXe siècle. Cette filature a fermé en 1976.

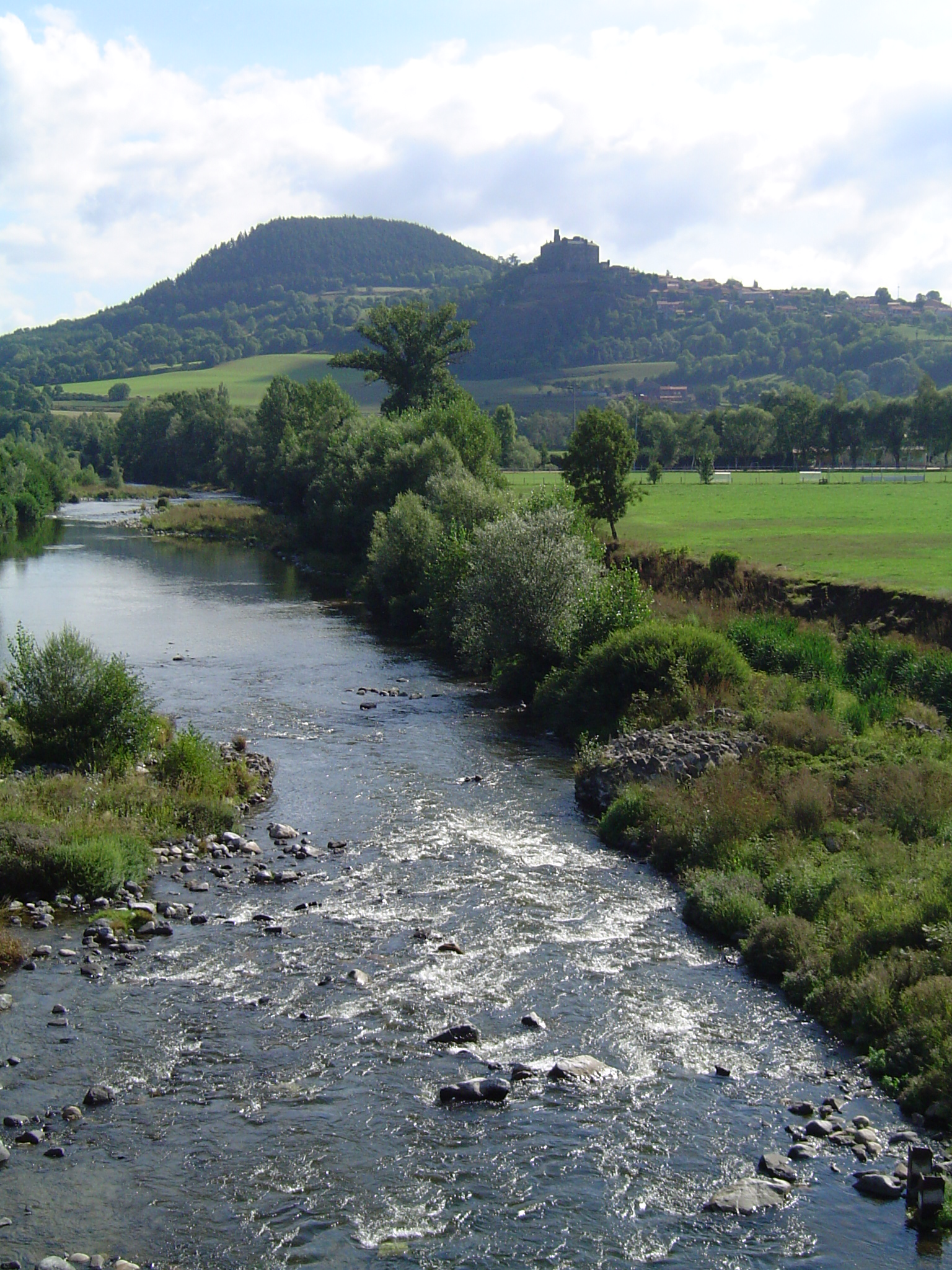
Coubon, la Loire avec vue sur le château de Bouzols.
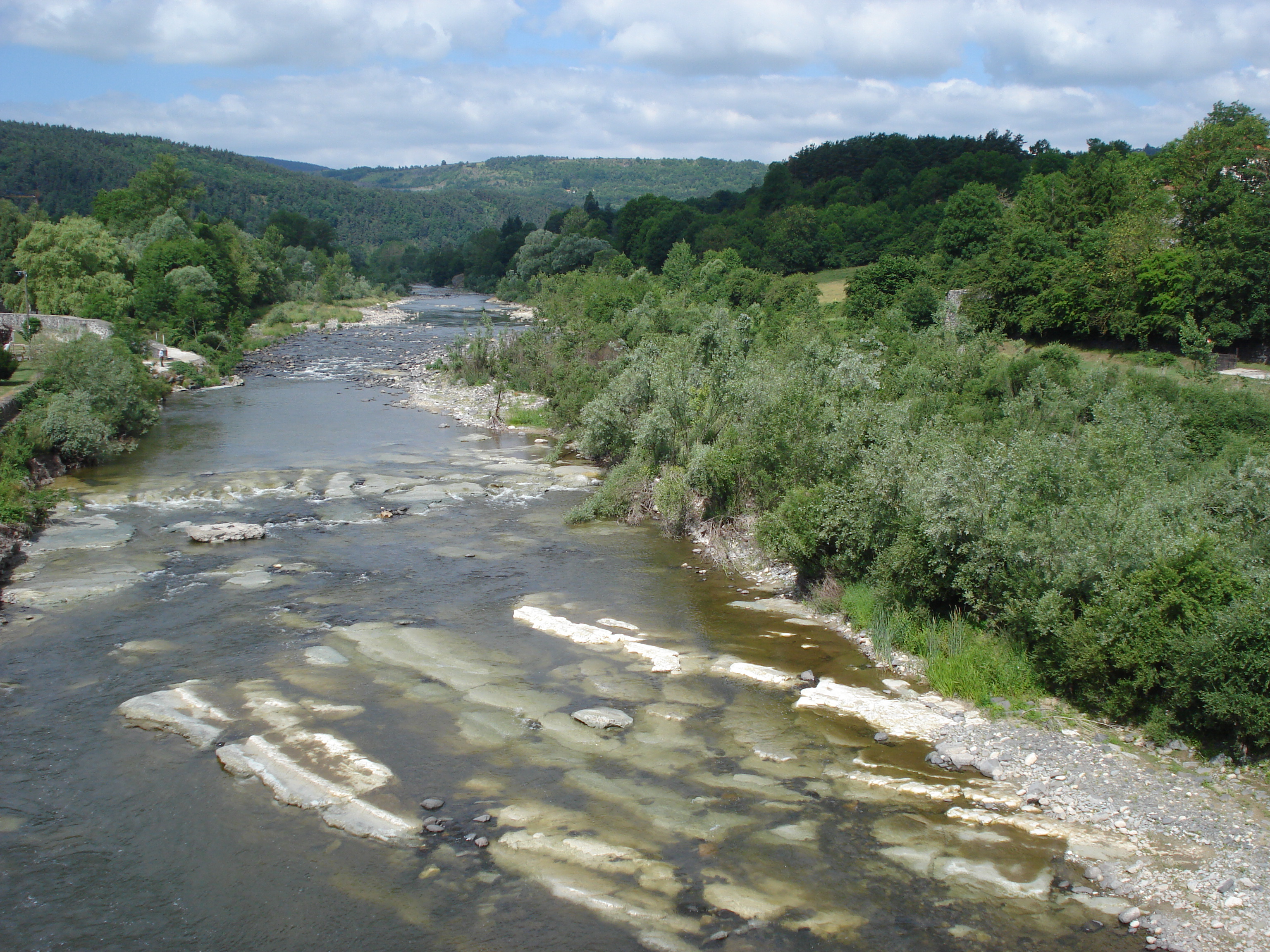
La Loire à Coubon.
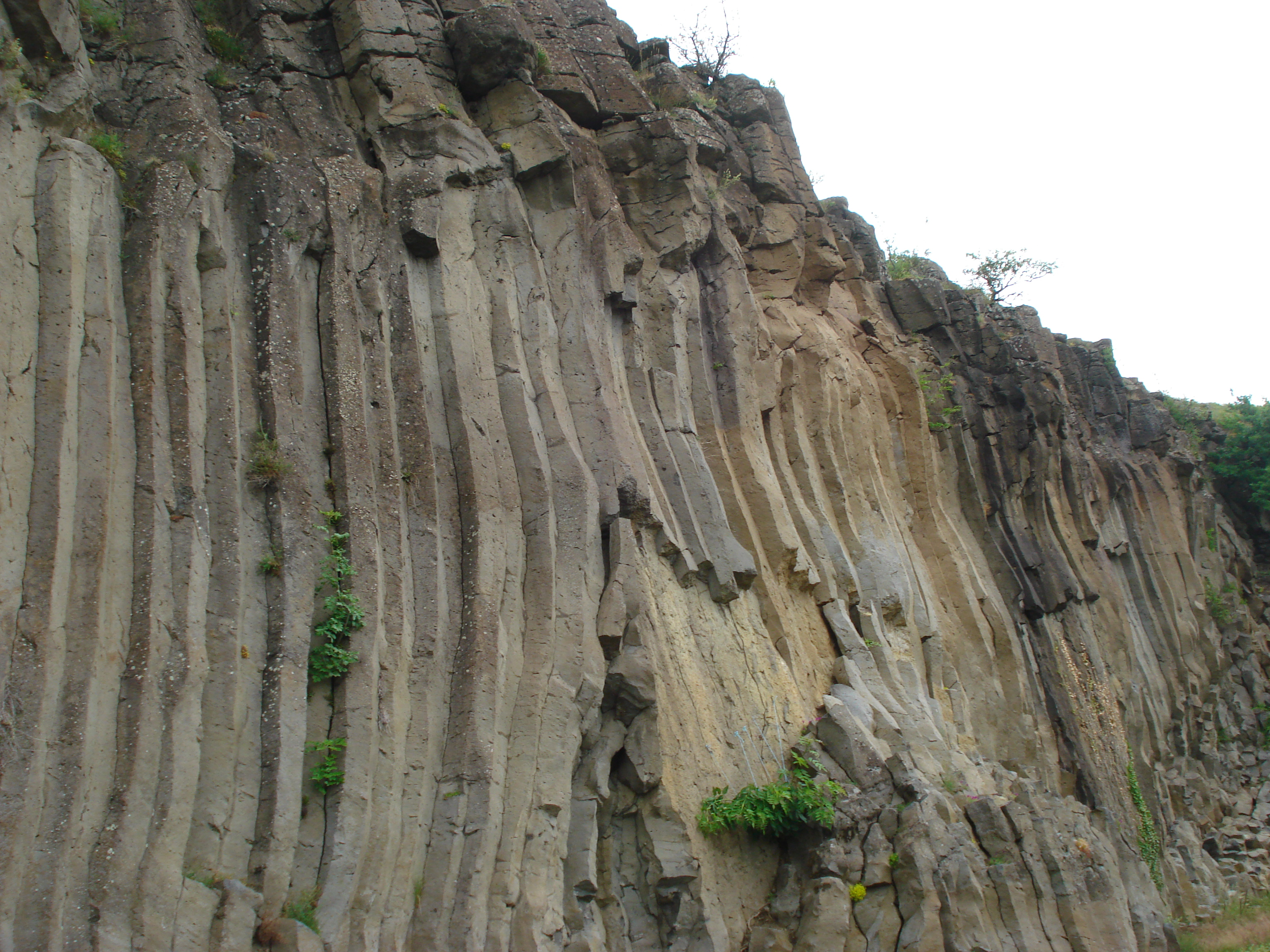
Orgues basaltiques au nord-ouest de Coubon.
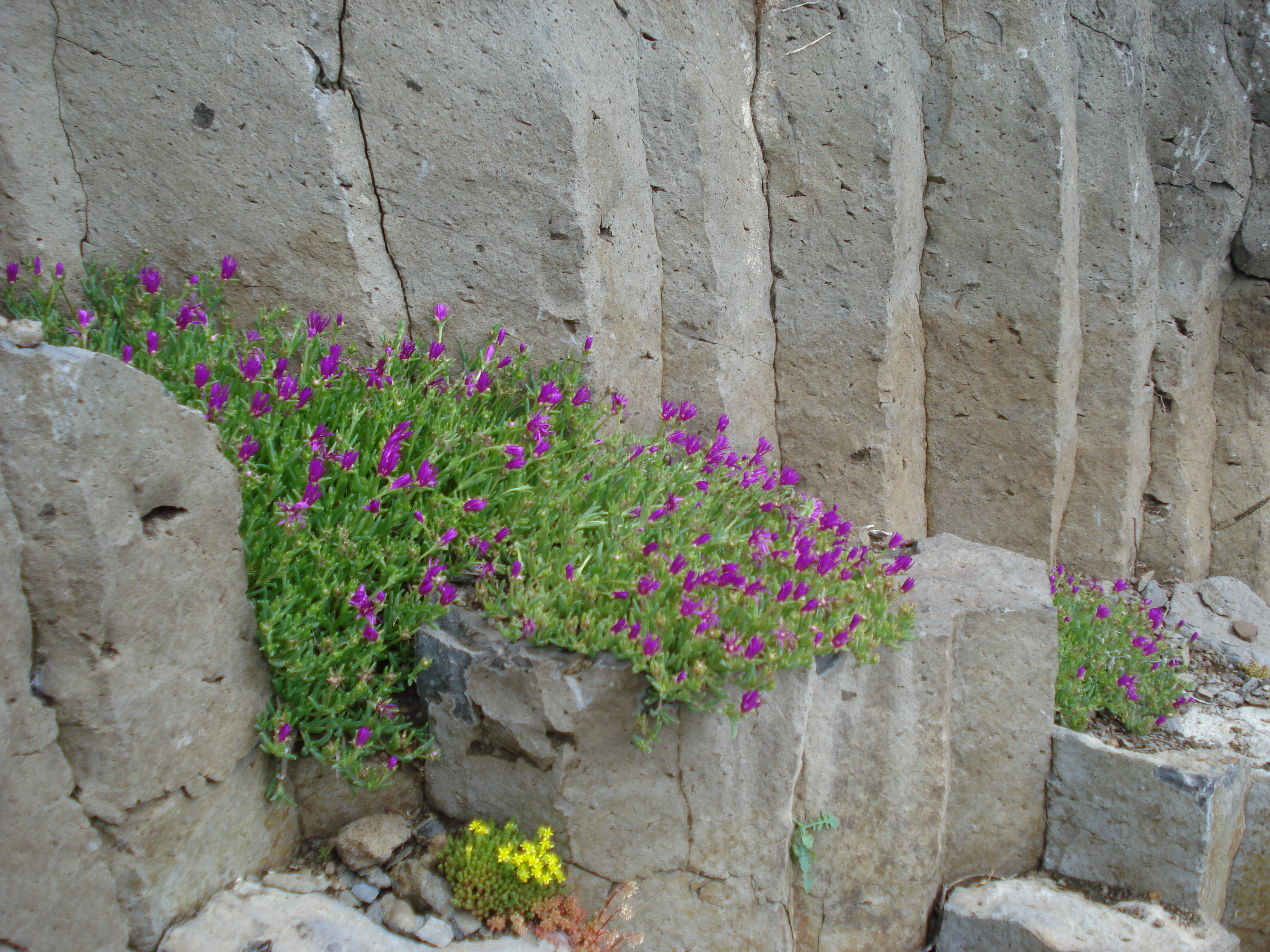
Des fleurs sur le basalte.

### Personnalités liées à la commune
- Paul Ribeyre (1885-1966) (1885-1966), député de la Haute-Loire de 1914 à 1918, a été maire de Coubon.
- Jacqueline de Chevigny, plus connue sous son nom de religion de sœur Jeanne d'Arc o.p. - une religieuse dominicaine, spécialiste célèbre du grec néo-testamentaire et bibliste reconnue - a vécu à Coubon de 1986 à son décès, en 1993. Son œuvre a été couronnée par l' Académie Française.

### Héraldique
| Blason de Coubon | Blason  | D'argent à la rivière d'azur, descendant de l'angle senestre du chef vers la pointe de l'écu, enjambée d'un pont vouté de deux arches d'argent ombré de sable en pointe et accompagnée en chef dextre d’une tour en ombre de sable. |
| Blason de Coubon | Détails | Le statut officiel du blason reste à déterminer. |